# Joachim Otto Zygmunt Kalnassy
Kalnassy Joachim Otto Zygmunt (ur. w listopadzie 1741 w Wartemborku, zm. 2 kwietnia 1802 we Fromborku) – polski poeta i tłumacz.

## Życiorys
Urodził się w roku 1741 w Wartemborku, w rodzinie posiadającej węgierskie korzenie, która osiadła na terenie Warmii w pierwszych latach XVIII wieku. Był synem Zygmunta, miejscowego burgrabiego, i Barbary Demut. Pierwsze nauki pobierał w rodzinnym Wartemborku i pobliskim Reszlu. W wieku 25 lat (około roku 1766) został osobistym sekretarzem I. Krasickiego, współpracując równocześnie z czasopismem Monitor. Jego bliskie kontakty i współpraca z Krasickim trwała niemal 30 lat. W tym okresie prowadził kancelarię Krasickiego, a ponadto wielokrotnie otrzymywał najbardziej poufne i osobiste misje. Często jeździł do Warszawy (1767, 1773, 1780, 1781, 1782 i 1788), gdzie przyjmowany był przez króla i Kajetana Ghigiottiego (członka Gabinetu Królewskiego, z którym kontaktował się w sprawach swego mecenasa. W roku 1788 został koadiutorem Ghigiottiego na kanonii warmińskiej, instalowany tamże 12 października roku 1789 (12 lutego wyświęcony na księdza). W roku 1790 był proboszczem kolejno w Kwiecowie, Lamkowie i Lubominie. Najczęściej jednak przebywał na dworze Krasickiego. Dwa lata później (1792) został proboszczem w Lidzbarku Warmińskim. Po śmierci Ghigiottiego (1796) otrzymał kanonię warmińską, a 3 lata później (4 listopada 1799) obrano go prałatem i kustoszem katedralnym Fromborka, na którą to godność instalowany został 6 maja roku 1800.
Zmarł niespełna 2 lat później (2 kwietnia 1802) we Fromborku.

## Twórczość

### Ważniejsze utwory
1. Tłomaczenia różne i własnej myśli wiersze, autograf sprzed roku 1790, Biblioteka Czartoryskich, sygn. 938, s. 167-253; wiersz "Na ogrody zamku heilsberskiego", ogł. T. Mikulski: "Gość w Heilsbergu", Zeszyty Wrocławskie 1952, nr 1, s. 14-15, przedr. w: W kręgu oświeconych, Warszawa 1960; przedr. J. Kott w: Poezja polskiego Oświecenia. Antologia, wyd. 2 Warszawa 1956; całość wyd. Z. Goliński, M. Klimowicz w zbiorze: "Miscellanea z doby Oświecenia" nr 2, wrocław 1965, Archiwum Literatury nr 9; rękopis zawiera tłumaczenia z Horacego (4 pieśni), Propercjusza (2 elegie) i wiersze oryginalne Kalnassiego
2. Tłomaczenia różne i własnej myśli wiersze, autograf Archiwum Fromborskiego, obecnie zaginiony; fragmenty ogł. A. M. Kurpiel: "Prawa ręka" X. Biskupa Warmińskiego, Pamiętnik Literacki, rocznik 6 (1907), s. 492-500; (był to późniejszy zbiór wierszy wpisywanych do rękopisu aż do śmierci autora; rękopis zawierał wiersze okolicznościowe, sielanki, bajki oraz przekłady z Horacego i Propercjusza.
3. Gramatyka polsko-grecka, niedokończony rękopis w roku 1803 znajdował się w Archiwum Towarzystwa Przyjaciół Nauk w Warszawie; później zaginął.

Przez pewien czas współpracował z czasopismem Monitor (jest autorem nr 78 z roku 1766).

### Przekłady
- Franciszek Salezy: Przygotowania pożyteczne do pobożnego życia i szczęśliwej śmierci, Kwidzyn 1802
- Elegie Propercjusza. Ks. I-II, rękopis w roku 1803 znajdował się w Archiwum Towarzystwa Przyjaciół Nauk w Warszawie; później zaginął, (porównaj też: Ważniejsze utwory poz. 1 i 2).

### Listy
- Do I. Krasickiego z 15 lutego 1773, wyd. Z. Goliński, M. Klimowicz, R. Wołoszyński w: Korespondencja I. Krasickiego, t. 1, Wrocław 1958.

Ponadto pozostawił wiele dopisków w listach Krasickiego do rodziny, a także w listach Antoniego Krasickiego do żony, Róży z Charczewskich, (rękopis: Biblioteka Narodowa, sygn. III 6102, k. 12v).